# Persis
Persis (altgriechisch Περσῐ́ς) war ursprünglich eine Bezeichnung einer Region unweit des Zagrosgebirges am Urmiasee. Die Landesbezeichnung Persien leitete sich direkt vom altpersischen Parsa ab. Im Laufe der Zeit verlagerte sich das Siedlungsgebiet in den Südwesten des heutigen Irans (das heutige Fars).

## Historische Entwicklung

### Die Anfänge
Erstmals erwähnt werden die Perser als Pars-ua im 9. Jahrhundert v. Chr. unter Salmanassar III. nördlich des Urmiasees, ehe im 8. Jahrhundert v. Chr. die Besiedlung im alten elamischen Zentrum Paras bei Susa erfolgte. Um die Jahrhundertwende begann der Weiterzug nach Anschan, der lange in elamischem Besitz gewesenen wichtigsten Siedlung der Persis.
Die heutige iranische Provinz Fars, soll sich im 7. Jahrhundert v. Chr. unter Teispes zur Stammlandschaft der Achämeniden als die Satrapie von Parsa (altpersisch 𐎱𐎠𐎼𐎿 Pārsa) entwickelt haben, der gemäß mythischer Überlieferung das Land unter seinen Söhnen Ariaramna I. und Kyros I. aufteilte. Keilschriftliche Belege, die eine Aufteilung bestätigen, fehlen allerdings.

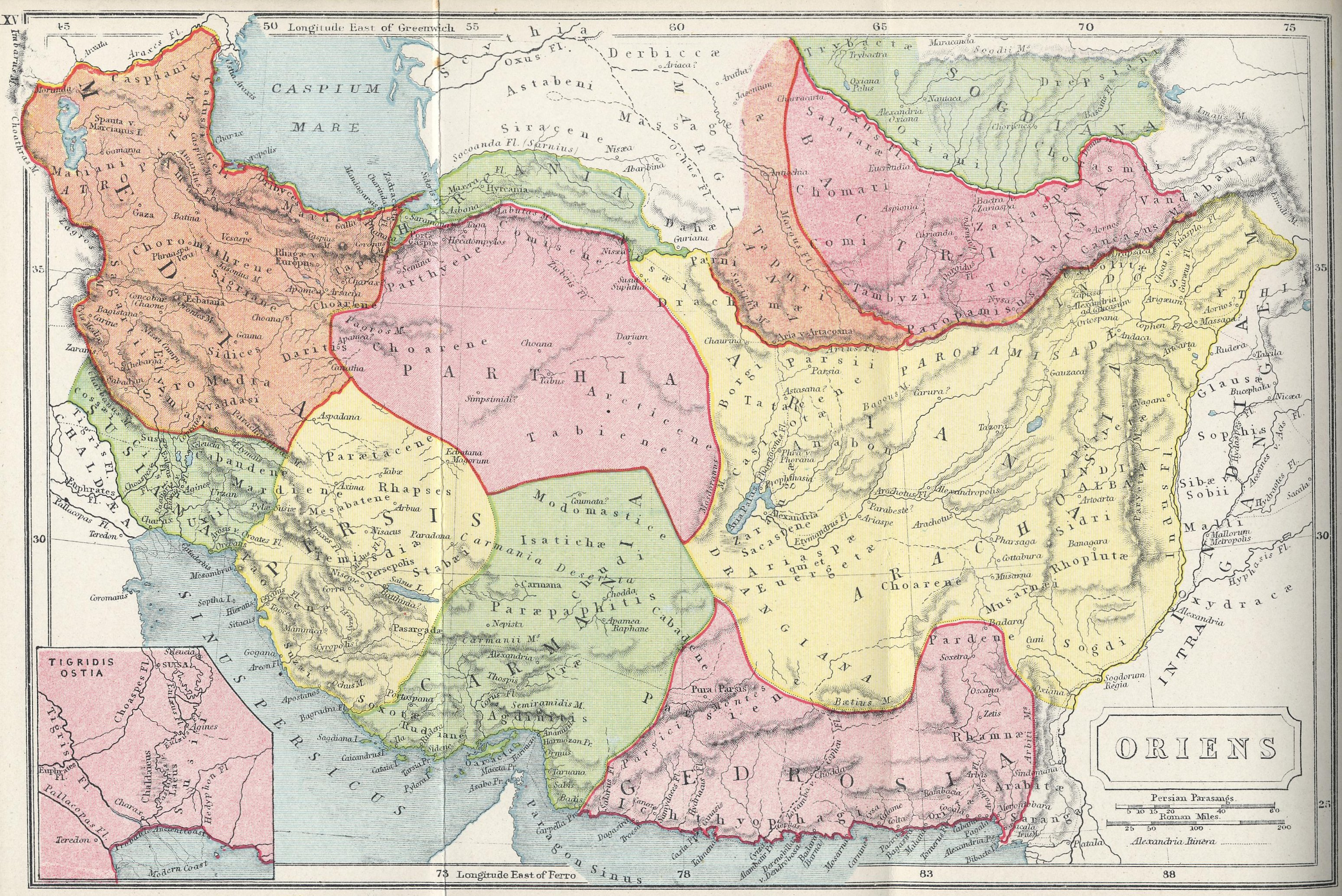
Orient (dargestellt auf einer Geschichtskarte aus einem englischsprachigen Geschichtsatlas aus dem Jahr 1907). Darin eingezeichnet „PERSIS“ (mit Umgrenzung).

Als Kultzentrum behielt die Region (mittelpersisch 𐭯𐭠𐭫𐭮𐭩 pʾlsy Pārs [Inschriftliche Pahlavi], parthisch 𐭐𐭀𐭓𐭎 pʾrs Pārs [Inschriftliche Parthisch]) später unter den Sassaniden ihre historische Bedeutung, wo die Sassaniden zunächst ab Papak als Unterkönige regierten, bevor Ardaschir I. das Sassanidenreich gründete. Zu sassanidischer Zeit waren dort verschiedene Feuertempel zu finden (siehe Zoroastrismus). Allerdings machte die recht ungünstige Lage es schwierig, von hier aus das Reich zu regieren, so dass es immer auch im Westen (Mesopotamien) einen Regierungssitz gab.

### Entwicklungen bis zum Islam
Von den kulturellen Strömungen des Hellenismus wurde die Persis kaum beeinflusst, sodass hier die persische Kultur fast ungestört weiter existieren konnte. Es blieb Bestandteil des Seleukidenreichs, ging aber um die Mitte des 2. Jahrhunderts v. Chr. an die Parther verloren. Die Persis blieb im weiteren Verlauf der Geschichte bis zur islamischen Eroberung Teil des Parther- bzw. Sassanidenreichs und wurde anschließend zunächst Bestandteil des Kalifats als die Wilayat. In der folgenden Zeit regierten in dort (persisch پارس Pārs, فارس Fārs) verschiedene iranische Dynastien, bevor das Gebiet als die moderne Provinz Fars (persisch فارس Fārs) Teil des modernen Staats Iran wurde.

### Sonstiges
Die wichtigsten Städte in der Persis waren unter den Achämeniden Persepolis und Pasargade, später unter den Sassaniden auch Istachr. Die Sassaniden, die unter den Parthern Unterkönige der Persis gewesen waren, ließen auch weitere Städte errichten.
Das Klima dieser Landschaft ist höchst unterschiedlich. In der Antike berichtete Strabo, dass sie dreigeteilt sei. Die Küstenregion ist heiß und sandig, während die weiter landeinwärts liegende Region jenseits der Berge (Zagrosgebirge) durch Flüsse und Seen bewässert ist. Hier ist das Klima kühl und der Boden teilweise sehr fruchtbar (vgl. Strabo XV. 727).